# Компьютерная обработка видео
Компьютерная обработка видео — процесс редактирования файлов видео на компьютере с помощью специальных программ — видеоредакторов. Весь процесс компьютерной обработки видео включает в себя три последовательных и взаимосвязанных действия: захват видео, монтаж и финальное сжатие. 

## Захват видео
Для того, чтобы конечное изображение получилось максимально высокого качества, необходимо делать захват видео. Во время этого процесса осуществляется оцифровка каждого фрагмента данного видео, что даст возможность покадрово редактировать весь видеоролик и придать готовому проекту дополнительные элементы.

## Монтаж
Видеомонтаж может осуществляться двумя способами — используя линейный либо нелинейный видеомонтаж:
- Линейный монтаж происходит чаще в реальном времени. Видео из нескольких источников (проигрывателей, камер т. д.) поступает через коммутатор на приёмник (эфирный транслятор, записывающее устройство). В этом случае переключением источников сигнала занимается режиссёр линейного монтажа. О линейном монтаже также говорят в случае процесса урезания сцен в видеоматериале без нарушения их последовательности.
- При нелинейном монтаже видео разделяется на фрагменты (предварительно видео может быть преобразовано в цифровую форму), после чего фрагменты записываются в нужной последовательности, в нужном формате на выбранный видеоноситель. При этом фрагменты могут быть урезаны, то есть не весь исходный материал попадает в целевую последовательность; подчас сокращения бывают очень масштабными.

## Сжатие
На последней стадии компьютерной обработки видео происходит сжатие отредактированного видео с необходимой плотностью.

## Расширения компьютерных видеофайлов и видеоконтейнеров
3gp, avi, mpeg, mpg, mov, swf, asf, mp2, vob, mp4, wmv, mts, mkv, flv, webm